# قطار كهربائي فائق السرعة
أي جي في (بالإنجليزية: AGV) هو قطار كهربائي فائق السرعة موجود في إيطاليا بدأ إستخدامه منذ سنة 2012 ويعتبر هذا القطار من أحدث القطارات وأسرعها حيث تصل سرعته ل 360 كيلومتر في الساعة، أنتجت الشركة الفرنسية المعروفة ألستوم هذا القطار ثم صدرته إلى إيطاليا.

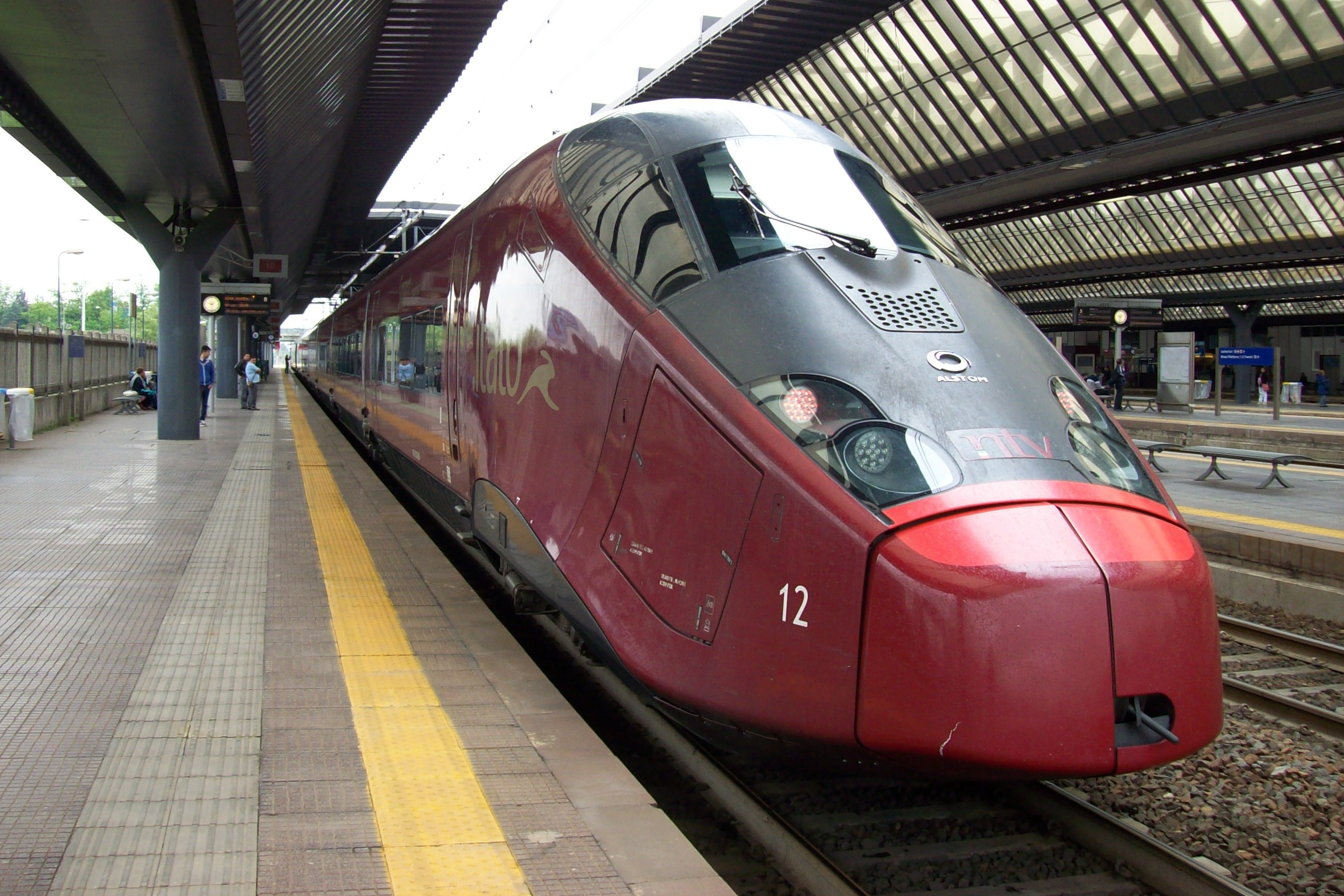
صورة ل اي جي في أحمر